# Астахов Ігор Олександрович
Ігор Олександрович Астахов (6 вересня 1954 — † 29 квітня 2010) — російський дипломат. Генеральний консул Російської Федерації в Сімферополі (Україна) (2008–2010).

## Біографія
Народився 6 вересня 1954 році. У 1982 році закінчив Московський державний інститут міжнародних відносин МЗС СРСР. Володіє англійською та французькою мовами.
З 1982 р працював на різних посадах у центральному апараті Міністерства закордонних справ і за кордоном.
З червня 2000 р обіймав посаду начальника відділу в Правовому департаменті МЗС РФ.
З серпня 2008 по 29 квітня 2010 — Генеральний консул Російської Федерації в українському місті Сімферополь.
Помер І. А. Астахов 29 квітня 2010, похований у Москві на Ніколо-Архангельському кладовищі (Стара територія).